# NBA Executive of the Year Award
NBA Executive of the Year Award (Menedżer Roku) – nagroda przyznawana od sezonu 1972–1973 najlepszemu menedżerowi ligi NBA.

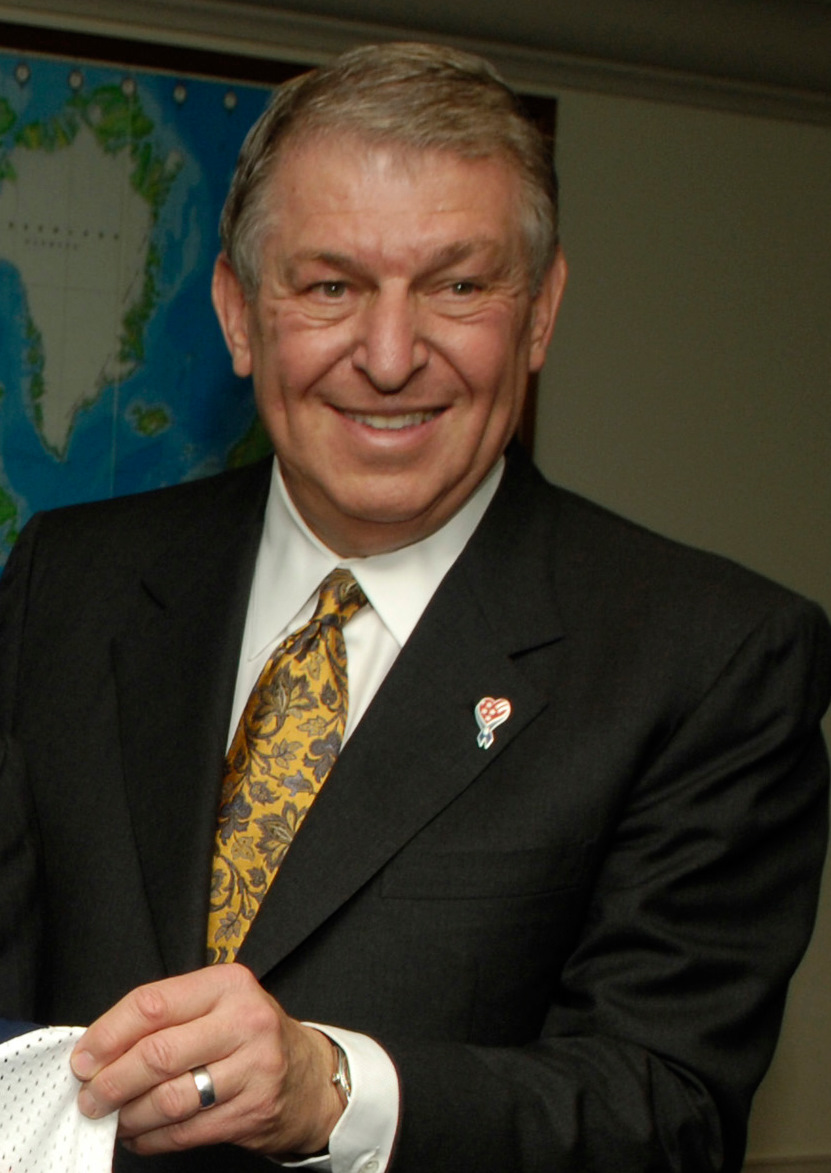
Jerry Colangelo – laureat nagrody z 1976, 1981, 1989 i 1993 roku, wszystkie zdobyte podczas pracy w klubie Suns.

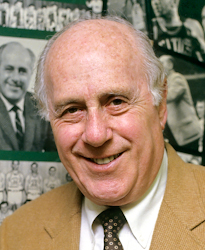
Red Auerbach zdobył nagrodę w 1980 roku.

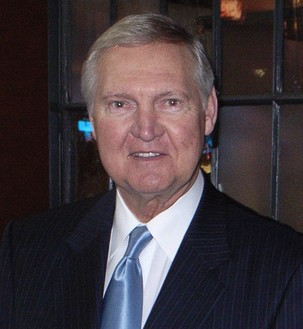
Jerry West otrzymał wyróżnienie w 1995 i 2004 roku.

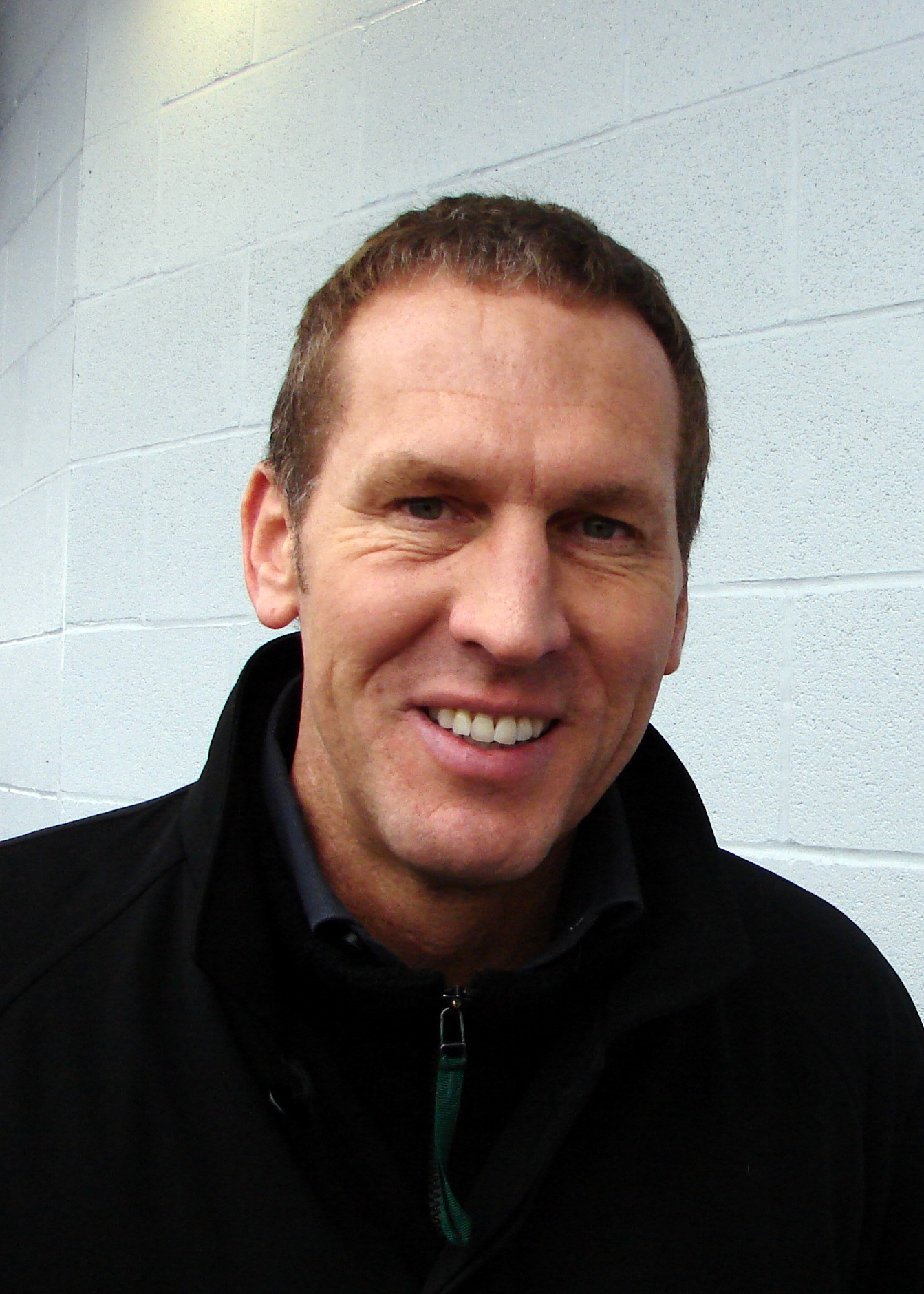
Syn Jerry’ego Colangelo – Bryan Colangelo został nagrodzony w 2005 roku z Suns i w 2007 z Raptors.

(Cyfra w nawiasie oznacza, kolejną nagrodę przyznaną tej samej osobie).
| Sezon     | Menedżer            | Drużyna NBA             |
| --------- | ------------------- | ----------------------- |
| 1972–1973 | Joe Axelson         | Kansas City-Omaha Kings |
| 1973–1974 | Eddie Donovan       | Buffalo Braves          |
| 1974–1975 | Dick Vertlieb       | Golden State Warriors   |
| 1975–1976 | Jerry Colangelo     | Phoenix Suns            |
| 1976–1977 | Ray Patterson       | Houston Rockets         |
| 1977–1978 | Angelo Drossos      | San Antonio Spurs       |
| 1978–1979 | Bob Ferry           | Washington Bullets      |
| 1979–1980 | Red Auerbach        | Boston Celtics          |
| 1980–1981 | Jerry Colangelo (2) | Phoenix Suns            |
| 1981–1982 | Bob Ferry (2)       | Washington Bullets      |
| 1982–1983 | Zollie Volchok      | Seattle SuperSonics     |
| 1983–1984 | Frank Layden        | Utah Jazz               |
| 1984–1985 | Vince Boryla        | Denver Nuggets          |
| 1985–1986 | Stan Kasten         | Atlanta Hawks           |
| 1986–1987 | Stan Kasten (2)     | Atlanta Hawks           |
| 1987–1988 | Jerry Krause        | Chicago Bulls           |
| 1988–1989 | Jerry Colangelo (3) | Phoenix Suns            |
| 1989–1990 | Bob Bass            | San Antonio Spurs       |
| 1990–1991 | Bucky Buckwalter    | Portland Trail Blazers  |
| 1991–1992 | Wayne Embry         | Cleveland Cavaliers     |
| 1992–1993 | Jerry Colangelo (4) | Phoenix Suns            |
| 1993–1994 | Bob Whitsitt        | Seattle SuperSonics     |
| 1994–1995 | Jerry West          | Los Angeles Lakers      |
| 1995–1996 | Jerry Krause (2)    | Chicago Bulls           |
| 1996–1997 | Bob Bass            | Charlotte Hornets       |
| 1997–1998 | Wayne Embry (2)     | Cleveland Cavaliers     |
| 1998–1999 | Geoff Petrie        | Sacramento Kings        |
| 1999–2000 | John Gabriel        | Orlando Magic           |
| 2000–2001 | Geoff Petrie (2)    | Sacramento Kings        |
| 2001–2002 | Rod Thorn           | New Jersey Nets         |
| 2002–2003 | Joe Dumars          | Detroit Pistons         |
| 2003–2004 | Jerry West (2)      | Memphis Grizzlies       |
| 2004–2005 | Bryan Colangelo     | Phoenix Suns            |
| 2005–2006 | Elgin Baylor        | Los Angeles Clippers    |
| 2006–2007 | Bryan Colangelo (2) | Toronto Raptors         |
| 2007–2008 | Danny Ainge         | Boston Celtics          |
| 2008–2009 | Mark Warkentien     | Denver Nuggets          |
| 2009–2010 | John Hammond        | Milwaukee Bucks         |
| 2010–2011 | Pat Riley           | Miami Heat              |
| 2010–2011 | Gar Forman          | Chicago Bulls           |
| 2011–2012 | Larry Bird          | Indiana Pacers          |
| 2012–2013 | Masai Ujiri         | Denver Nuggets          |
| 2013–2014 | R.C. Buford         | San Antonio Spurs       |
| 2014–2015 | Bob Myers           | Golden State Warriors   |
| 2015–2016 | R.C. Buford (2)     | San Antonio Spurs       |
| 2016–2017 | Bob Myers (2)       | Golden State Warriors   |
| 2017–2018 | Daryl Morey         | Houston Rockets         |
| 2018–2019 | Jon Horst           | Milwaukee Bucks         |
| 2019–2020 | Lawrence Frank      | Los Angeles Clippers    |
| 2020–2021 | James Jones         | Phoenix Suns (6)        |
| 2021–2022 | Zach Kleiman        | Memphis Grizzlies (2)   |
| 2022–2023 | Monte McNair        | Sacramento Kings (4)    |
| 2023–2024 | Brad Stevens        | Boston Celtics (3)      |